# Mosquée Ajdarbey

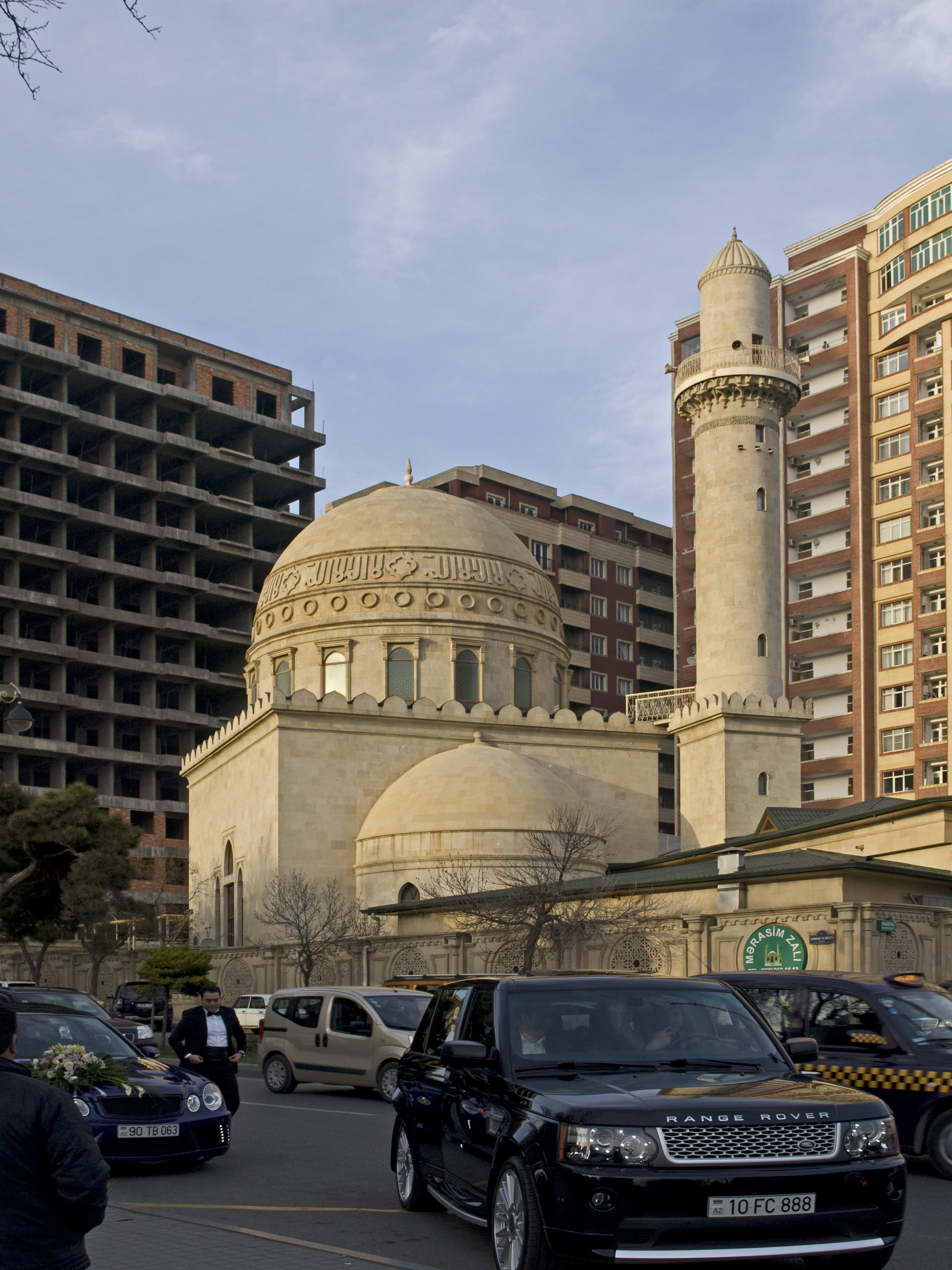

La mosquée Ajdarbey (également connue sous le nom de mosquée bleue, mosquée Ittifag) est une mosquée historique située à Bakou, en Azerbaïdjan. Il a été construit du 2 mars 1912 au 3 décembre 1913 et est situé dans la rue Samed Vurgun, ancienne rue Krasnovodskaya, au nord du centre-ville.
Le projet de la mosquée a été réalisé par l'architecte Zivar bey Ahmadbeyov et la construction a été parrainée par Hadji Ajdar bey Achurbeyov. Le quartier de la ville de Kanni-Tepe, où la mosquée a été construite, était à l'époque occupé par des maisons privées d'un étage. La construction de la mosquée a un angle d'environ 45 degrés avec la rue Krasnovodskaya, de sorte que le bâtiment pourrait être mieux apprécié. Dans le même but, il a été construit sur la colline. 
L'architecture est simple; il y a une grande salle de prière en forme de dôme et un minaret à côté. Un iwan est à l'est de la salle de prière et un mihrab est au sud et à l'ouest. Le dôme est placé sur un grand tholobate, pour améliorer le volume. De grandes et fines sculptures de pierre recouvrent les murs. Il a été fabriqué par Salman Atayev, qui a également travaillé sur d'autres bâtiments construits à Bakou dans les années 1910. 